# Глориоза роскошная
Глорио́за роско́шная (лат. Gloriōsa supērba) — травянистое растение; типовой вид рода Глориоза (Gloriosa) семейства Безвременниковые (Colchicaceae). Ядовитое растение.

## Ботаническое описание
Многолетнее плетистое травянистое растение, достигающее высоты 1,5—2 м. Выживает в сухой сезон как геофит за счёт мясистых корневищ, выполняющих функцию подземных запасающих органов и органов размножения. Стебли могут ветвиться в своей верхней части.
Блестящие зелёные листья достигают до 15 см в длину, их концы могут быть преобразованы в усиковидные придатки, с помощью которых растение взбирается по опоре. Если же подходящей опоры поблизости нет, то глориоза роскошная начинает расти как стелющееся растение.
Цветоносы 10—20 см длиной несут висячие одиночные цветки. Крупные двуполые радиально-симметричные достигают 10—20 см в диаметре. Шесть схожих с ними по форме прицветников могут иметь цвет от жёлтого до красного, узко-ланцетную форму, острые концы и волнистые края. После раскрытия цветка прицветники отгибаются кзади. Имеется шесть тычинок, пыльники, сопоставимые по длине с тычиночной нитью, свешиваются вниз из цветка. Пестик один.
Плод — продолговатая или обратнояйцевидная коробочка, в её сочной мякоти находятся многочисленные тёмные семена.

## Распространение
Вид широко распространён от Африки до Азии и Австралии. На протяжении ареала встречаются различные, отличные по своим характеристикам разновидности глориозы роскошной.

## Токсичность
Глориоза содержит алкалоид колхицин, тот же токсин, что и у безвременника, а потому все части растения чрезвычайно ядовиты.

## Хозяйственное значение и применение
Культивируется как декоративное растение, как контейнерное растение и на срезку.
Глориоза также выращивается для промышленного производства колхицина.

## Синонимика
- Clinostylis speciosa Hochst.
- Eugone superba (L.) Salisb.
- Gloriosa abyssinica A.Rich.
- Gloriosa angulata Schumach.
- Gloriosa caerulea Mill.
- Gloriosa carsonii Baker
- Gloriosa cirrhifolia Stokes
- Gloriosa doniana Schult. & Schult.f.
- Gloriosa graminifolia var. heterophylla Chiov.
- Gloriosa grandiflora (Hook.) O'Brien
- Gloriosa homblei De Wild.
- Gloriosa leopoldii (Van Houtte ex Lem.) Van Houtte & Voss
- Gloriosa lutea Auct.
- Gloriosa nepalensis G.Don
- Gloriosa plantii (Planch.) Loudon
- Gloriosa rockefelleriana Stehlé & M.Stehlé
- Gloriosa rothschildiana O'Brien
- Gloriosa sampiana Pires de Lima
- Gloriosa simplex L.
- Gloriosa speciosa (Hochst.) Engl.
- Gloriosa superba var. angustifolia Baker
- Gloriosa superba f. doniana (Schult. & Schult.f.) T.Durand & Schinz
- Gloriosa superba f. grandiflora (Hook.) Kuntze
- Gloriosa verschuurii Hoog
- Gloriosa virescens Lindl.
- Gloriosa virescens var. grandiflora (Hook.) Baker
- Gloriosa virescens var. leopoldii (Van Houtte ex Lem.) T.Durand & Schinz
- Gloriosa virescens var. petersiana (Klotzsch ex Garcke) T.Durand & Schinz
- Gloriosa virescens var. plantii (Planch.) T.Durand & Schinz
- Gloriosa virescens var. platyphylla (Klotzsch) T.Durand & Schinz
- Methonica abyssinica (A.Rich.) Walp.
- Methonica doniana (Schult. & Schult.f.) Kunth
- Methonica gloriosa Salisb.
- Methonica grandiflora Hook.
- Methonica leopoldii Van Houtte ex Lem.
- Methonica petersiana Klotzsch ex Garcke
- Methonica plantii Planch.
- Methonica platyphylla Klotzsch
- Methonica superba (L.) Crantz
- Methonica virescens (Lindl.) Kunth[1]